# إيمرسون ر. بويلز
إيمرسون ر. بويلز (بالإنجليزية: Emerson R. Boyles)‏ هو محامي وقاضي أمريكي، ولد في 29 يونيو 1881، وتوفي في 30 نوفمبر 1960.